# Ecologia comportamentale

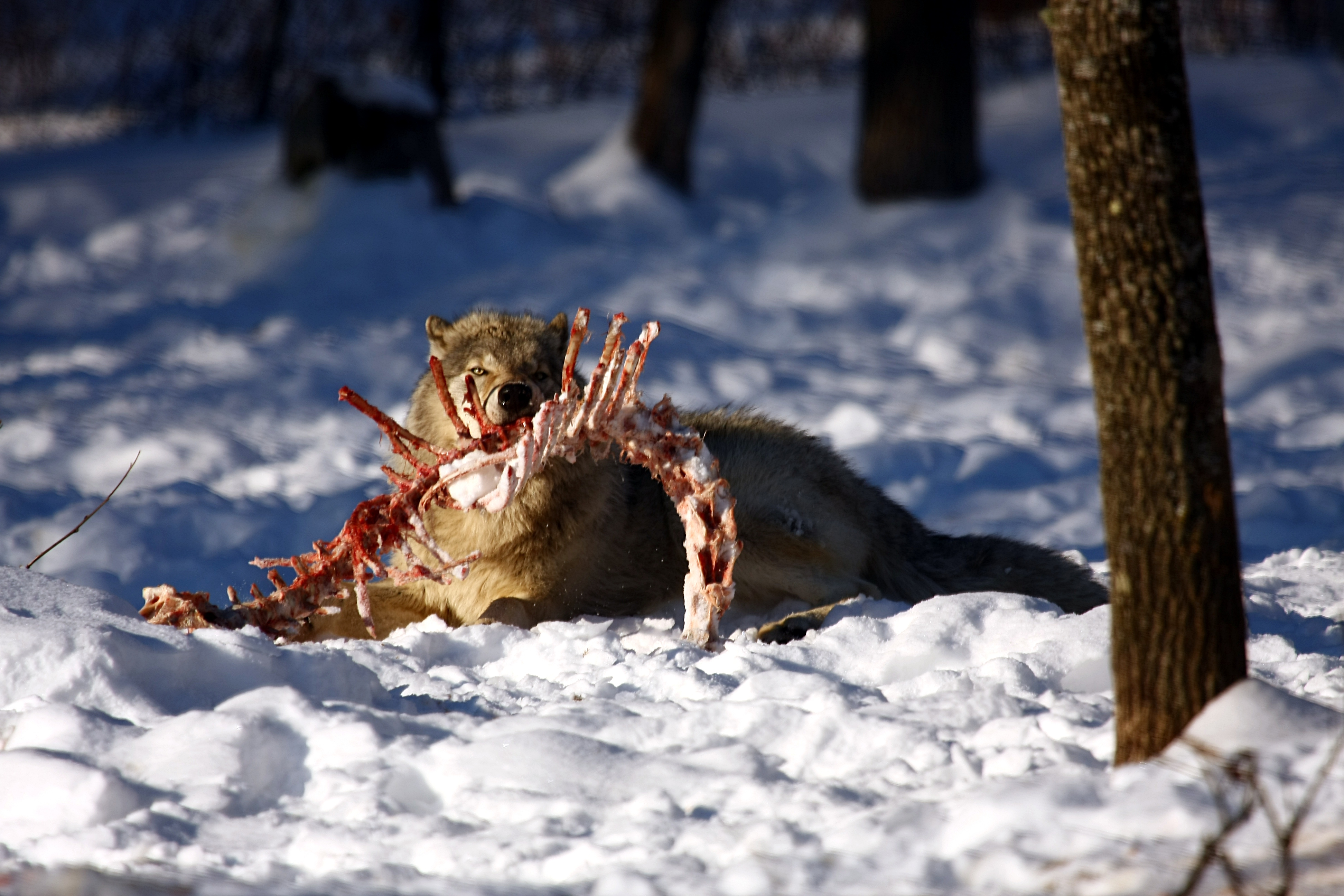
Per sopravvivere, predatori e prede attuano comportamenti specializzati. Qui un lupo grigio (Canis lupus) ha avuto la meglio su una preda.

L'ecologia comportamentale è lo studio della base ecologica ed evoluzionistica del comportamento animale e del ruolo del comportamento nel mettere in grado un animale di adattarsi al proprio ambiente (sia intrinseco che estrinseco). Nasce dall'etologia dopo Niko Tinbergen (una personalità importante nello studio del comportamento animale), che delineò le quattro cause del comportamento.

## Cause remote
I fattori che determinano le cause remote di un comportamento sono i vincoli filogenetici e il suo  significato adattativo.
I vincoli filogenetici sono generalmente fattori che possono interrompere alcune linee evolutive sviluppando determinate caratteristiche comportamentali o morfologiche. Per questo non è una coincidenza che in generale gli uccelli sono in grado di volare e i mammiferi no. La storia evolutiva di queste due linee filogenetiche ha reso vantaggioso per gli uccelli volare e per i mammiferi rimanere legati al suolo. Il significato adattativo è come chiedere quale caratteristica sia buona in un contesto evolutivo.
Quindi il significato evolutivo del volo negli uccelli può consistere nel fatto che esso abbia permesso ai progenitori degli uccelli di sfuggire ai predatori. Non è tuttavia sufficiente applicare queste spiegazioni dove sembrano convenienti. Esse sono state etichettate come semplici storie da alcuni biologi in riferimento all'opera di Rudyard Kipling "Just So Stories for Little Children" (Storie proprio così), una raccolta di favole per bambini che raccontano come gli animali siano arrivati ad essere quello che sono. Per essere rigorosi, bisogna formulare un'ipotesi e poi verificarla scientificamente. Per quanto riguarda il volo degli uccelli, si può ipotizzare che quando essi non rischiano di essere predati, possano perdere la capacità di volare.

## Cause prossime
Anche per quanto riguarda le cause prossime di un comportamento si possono distinguere due tipi di spiegazione:  ontogenetica, ossia relativa allo sviluppo, e meccanicistica. I fattori ontogenetici sono l'insieme delle esperienze vissute da un individuo nel corso della sua vita, dallo stadio di embrione fino alla morte. Le cause meccanicistiche del comportamento corrispondono a quella che Aristotele indicava come la causa materiale di un fenomeno.

## Teoria di ottimizzazione
L'ecologia del comportamento, come disciplina della biologia evoluzionistica, ha da un lato mutuato diverse tecniche dalla teoria dell'ottimizzazione, dall'altro ha contribuito al suo sviluppo. Secondo quest'impostazione, la selezione naturale favorirà l'evoluzione di comportamenti in grado di massimizzare il successo riproduttivo di un animale dati i fattori ambientali e i vincoli fisiologici e strutturali a cui è sottoposto. In altre parole, perché un certo comportamento possa mantenersi all'interno di una popolazione, il bilancio tra i vantaggi e i costi che comporta deve essere positivo, altrimenti tale comportamento verrebbe eliminato dall'azione della selezione naturale.

## Strategie evolutivamente stabili
Con il termine di Strategia Evolutivamente Stabile (ESS) si intende uno schema di comportamento preprogrammato che una volta adottato da un determinato numero di individui di una popolazione, non può essere migliorato (invaso) da una strategia alternativa. Il concetto è stato introdotto dal biologo e genetista John Maynard Smith nel 1973 utilizzando le metodiche di analisi della teoria dei giochi, sviluppando le idee di studiosi precedenti. Può essere considerato un'estensione al campo evolutivo dell'equilibrio di Nash.
Il concetto implica che il successo di un determinato comportamento dal punto di vista evolutivo non sarà conseguenza solo del beneficio che porterà a chi lo utilizza, ma sarà influenzato anche dai comportamenti alternativi degli altri individui della popolazione. Quando tutti gli individui avranno adottato il miglior comportamento in risposta a quello degli altri, e non saranno attaccabili da una strategia migliore, si otterrà una strategia evolutivamente stabile. Un esempio può venire dai duelli cruenti tra maschi. Più facilmente un maschio avrà successo nei duelli, per la mancanza di efficaci strategie di contrasto, più la sua linea genetica si diffonderà, diffondendo anche la strategia aggressiva. Ma quando la convenienza avrà portato la linea evolutiva dei duellanti aggressivi a prevalere, ci sarà un eccesso di duelli aggressivi, con gravi rischi per chi vi si espone, e la convenienza diventerà quindi sempre meno forte, fino ad annullarsi, portando ad un equilibrio tra strategia aggressiva e remissiva. Utilizzando le metodiche di valutazione della teoria dei giochi è possibile analizzare in modo rigoroso questi modelli di interazione.
Una volta raggiunto un equilibrio di tipo ESS, qualunque cambiamento tale da alterare i dati di partenza sia interni al sistema (nascita di nuove strategie) che esterni (modificazioni ambientali, cambiamenti nelle condizioni di contorno) lo renderà instabile, portando ad un nuovo ESS. Nel caso di individui dotati della capacità di previsione cosciente come gli esseri umani, questi possono comunque sfruttare queste capacità per creare accordi o strategie più convenienti di una strategia evolutivamente stabile. Perché questo abbia successo sarà comunque necessario il mantenimento dell'accordo da parte di tutti gli individui del gruppo, altrimenti si avrà il rapido ritorno ad un equilibrio di tipo ESS.